# Modesto (Illinois)
Modesto és una població dels Estats Units a l'estat d'Illinois. Segons el cens del 2000 tenia 252 habitants.

## Demografia
Segons el cens del 2000, Modesto tenia 252 habitants, 102 habitatges, i 74 famílies. La densitat de població era de 173,7 habitants/km².
Dels 102 habitatges en un 37,3% hi vivien nens de menys de 18 anys, en un 54,9% hi vivien parelles casades, en un 11,8% dones solteres, i en un 26,5% no eren unitats familiars. En el 25,5% dels habitatges hi vivien persones soles el 18,6% de les quals corresponia a persones de 65 anys o més que vivien soles. El nombre mitjà de persones vivint en cada habitatge era de 2,47 i el nombre mitjà de persones que vivien en cada família era de 2,91.
Per edats la població es repartia de la següent manera: un 27,4% tenia menys de 18 anys, un 7,9% entre 18 i 24, un 25% entre 25 i 44, un 18,3% de 45 a 60 i un 21,4% 65 anys o més.
L'edat mediana era de 39 anys. Per cada 100 dones de 18 o més anys hi havia 90,6 homes.
La renda mediana per habitatge era de 33.393 $ i la renda mediana per família de 37.917 $. Els homes tenien una renda mediana de 31.023 $ mentre que les dones 25.000 $. La renda per capita de la població era de 14.356 $. Aproximadament el 10% de les famílies i el 12,4% de la població estaven per davall del llindar de pobresa.

## Poblacions més properes
El següent diagrama mostra les poblacions més properes.